# Alexander Dobrindt

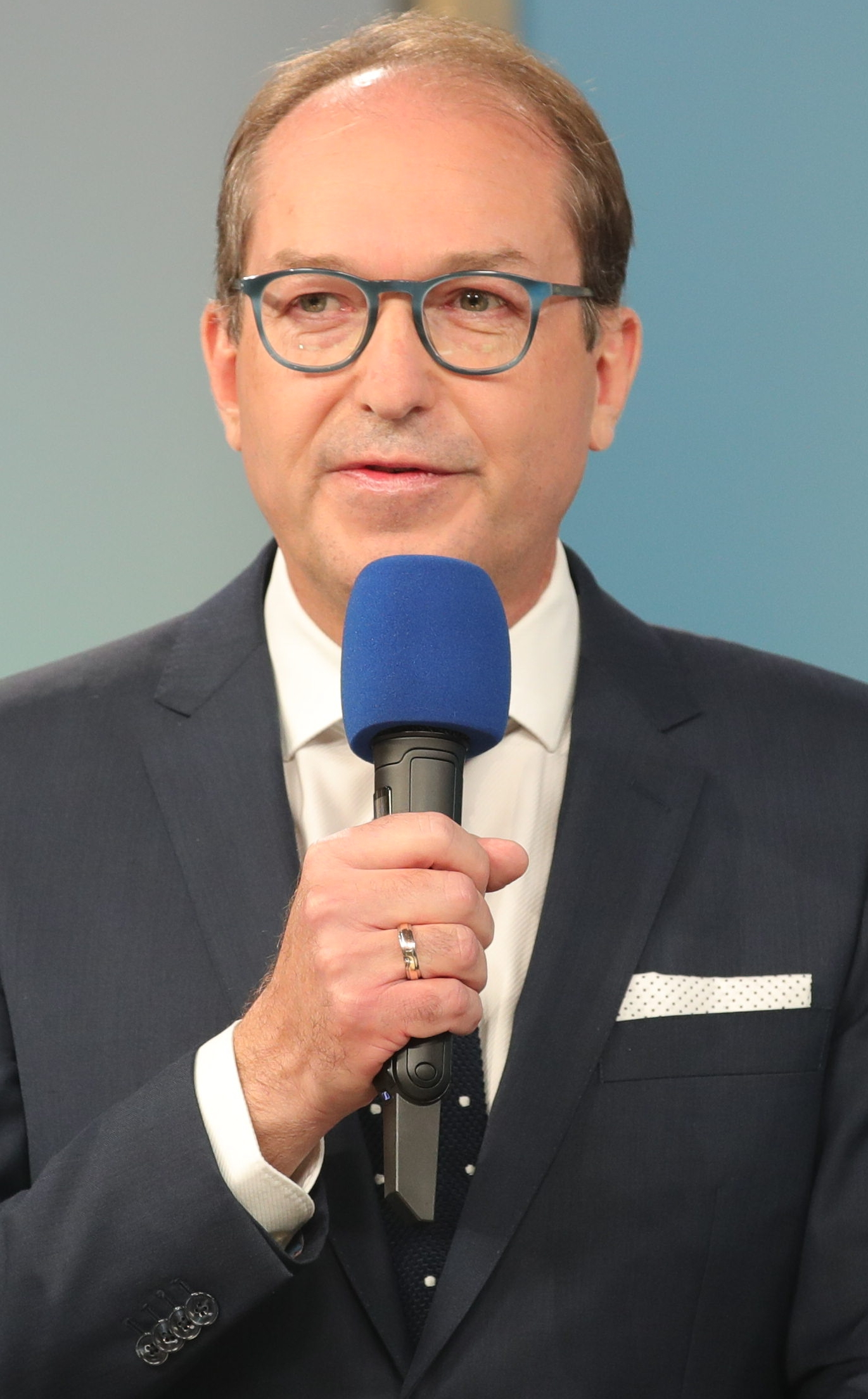
Alexander Dobrindt, 2023

Alexander Dobrindt (* 7. Juni 1970 in Peißenberg) ist ein deutscher Politiker (CSU). Er ist seit 2025 Bundesminister des Innern im Kabinett Merz. Seit 2002 ist er Mitglied des Deutschen Bundestags, von 2017 bis 2025 war er dort Vorsitzender der CSU-Landesgruppe. Von Dezember 2013 bis Oktober 2017 war er Bundesminister für Verkehr und digitale Infrastruktur im Kabinett Merkel III und zuvor vom 9. Februar 2009 bis zum 15. Dezember 2013 CSU-Generalsekretär.

## Leben

### Frühe Jahre und Beruf
Dobrindt legte 1989 am Gymnasium Weilheim das Abitur ab. Danach absolvierte er ein Studium der Soziologie an der Ludwig-Maximilians-Universität München, das er 1995 als Diplom-Soziologe beendete. Von 1996 bis 2001 war er kaufmännischer Leiter und von 2001 bis 2005 Geschäftsführer und stiller Gesellschafter des mittelständischen Maschinenbauunternehmens Holzner & Sanamij GmbH (heute Holzner Druckbehälter GmbH) in Peißenberg.

### Politische Laufbahn

#### Partei
Dobrindt trat 1986 in die Junge Union und 1990 in die CSU ein. Von 1990 bis 1997 war er Vorsitzender des JU-Kreisverbandes Weilheim-Schongau und von 1993 bis 1997 auch stellvertretender JU-Bezirksvorsitzender. Seit 1996 war er Mitglied im Marktgemeinderat Peißenberg und seit 2001 Ortsvorsitzender der CSU Peißenberg. Außerdem gehörte er dem Kreistag des Landkreises Weilheim-Schongau an. Seit 2009 ist er Vorsitzender des Kreisverbandes Weilheim-Schongau der CSU.

#### Abgeordneter

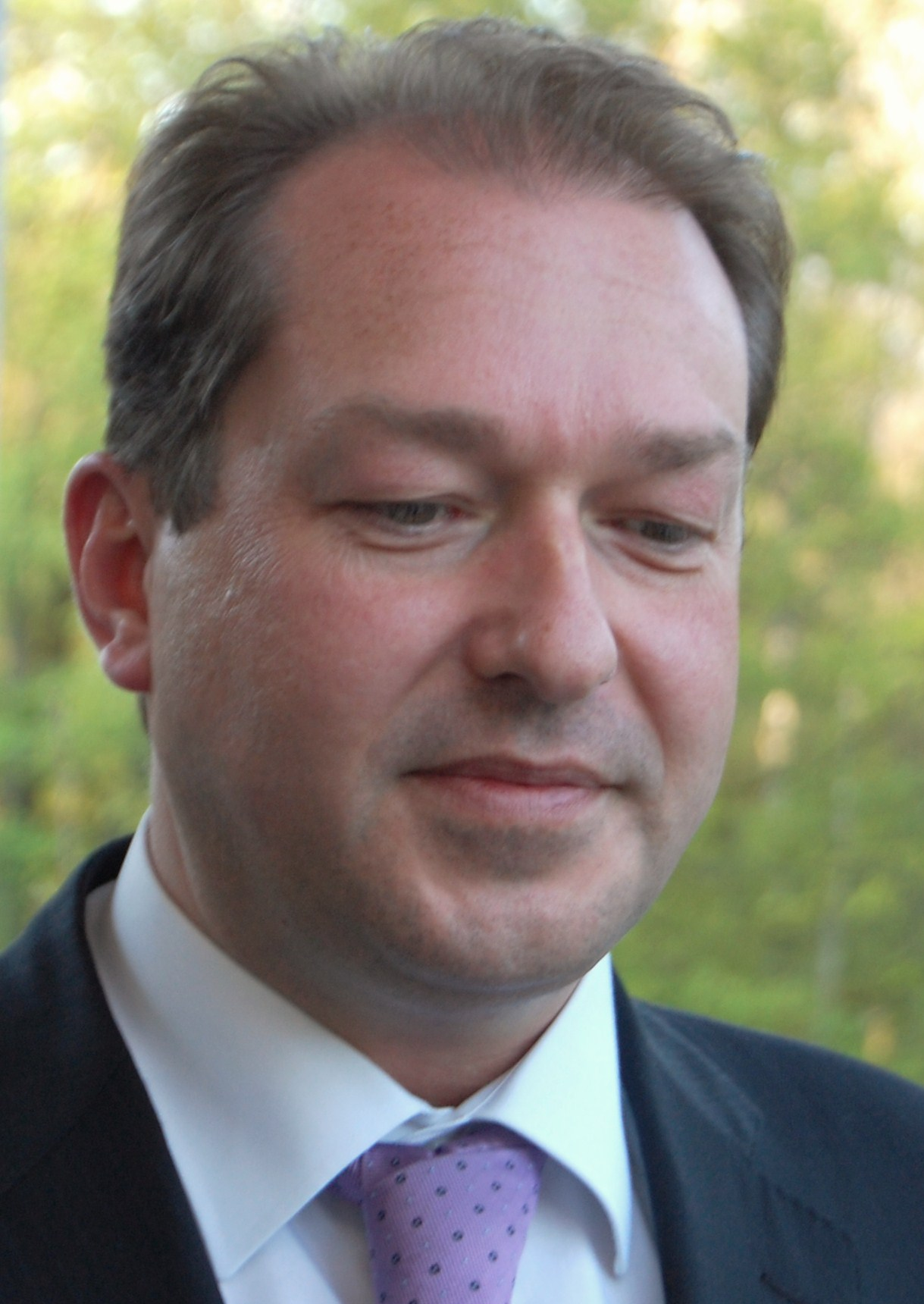
Alexander Dobrindt (2011)

Bei der Bundestagswahl 2002 gewann Dobrindt mit 59,4 Prozent der Erststimmen das Direktmandat im Bundestagswahlkreis Weilheim. Auch bei der Bundestagswahl 2005 gewann er das Direktmandat mit 59,4 Prozent der Erststimmen. Bei der Bundestagswahl 2009 erhielt Dobrindt in seinem Wahlkreis 52 Prozent der Erststimmen und zog erneut in den Bundestag ein; auch bei den Bundestagswahlen 2013 (57,2 % der Erststimmen) und 2017 (47,9 % der Erststimmen) wurde er wiedergewählt. Zur Bundestagswahl 2021 schaffte er neuerlich den Einzug in den Bundestag mit nunmehr 41,9 % der Erststimmen. Bei der Bundestagswahl 2025 konnte er sein Mandat mit 45,8 Prozent im Bundestagswahlkreis Weilheim verteidigen.
Im Bundestag war er von Januar bis November 2005 stellvertretender Vorsitzender des Ausschusses für Wirtschaft und Arbeit. Von Dezember 2005 bis November 2008 war er Vorsitzender des Arbeitskreises Wirtschaft, Technologie, Energie, Bildung und Forschung, Tourismus der CSU-Landesgruppe, von November 2008 bis Februar 2009 Vorsitzender der Arbeitsgruppe Bildung, Forschung und Technikfolgenabschätzung der CDU/CSU-Bundestagsfraktion.
2005 wurde er Beisitzer im Vorstand des Parlamentskreises Mittelstand (PKM) der CDU/CSU-Bundestagsfraktion an. 
Im 19. Deutschen Bundestag war Dobrindt ordentliches Mitglied im Gemeinsamen Ausschuss sowie im Wahlausschuss. Zudem war er als stellvertretendes Mitglied im Vermittlungsausschuss vertreten.
Von 2017 bis 2025 war er Vorsitzender der CSU-Landesgruppe.

#### CSU-Generalsekretär
Als der bisherige CSU-Generalsekretär Karl-Theodor zu Guttenberg im Februar 2009 das Amt des Bundesministers für Wirtschaft und Technologie übernahm, wurde Dobrindt vom CSU-Vorsitzenden Horst Seehofer für das Amt des Generalsekretärs vorgeschlagen. Ab dem 9. Februar 2009 übte Dobrindt dieses Amt aus, das er am 15. Dezember 2013 wegen seiner bevorstehenden Ernennung zum Bundesminister niederlegte. Als Generalsekretär brachte Dobrindt die CSU auf einen Modernisierungskurs und galt als der „modernste Generalsekretär des Landes“. In seine Amtszeit fiel auch die Einführung einer Frauenquote in der CSU. Dobrindt gelang mit seinem Wahlkampf die Rückgewinnung der absoluten Mehrheit für die CSU bei der bayerischen Landtagswahl 2013. Auch Dobrindts Bundestagswahlkampf war ein Erfolg für die CSU, die bei der Bundestagswahl 2013 in Bayern mit 49,3 Prozent ein Plus von 6,7 Prozent im Vergleich zur Bundestagswahl 2009 erzielte.

#### Bundesverkehrsminister
Dobrindt wurde Bundesminister für Verkehr und digitale Infrastruktur im Kabinett Merkel III. Trotz ursprünglicher Abneigung übernahm er das Amt letztlich aus Karrieregründen.
Er gab sein Ministeramt mit Konstituierung des neuen Bundestages am 24. Oktober 2017 auf, um sich auf seine Aufgaben als Vorsitzender der CSU-Landesgruppe und als Chef-Unterhändler der CSU (neben Horst Seehofer) in den Koalitionsverhandlungen zu konzentrieren. Nach eigenen Angaben sei es stets seine Absicht gewesen, sein Amt zu diesem Zeitpunkt aufzugeben. Die Funktion des Verkehrsministers übernahm vorübergehend Bundeslandwirtschaftsminister Christian Schmidt.

##### Infrastrukturausbau
Dobrindt setzte sich für einen Ausbau der (Fern-)Straßen gemäß dem Bundesverkehrswegeplan 2030 ein. Der Verkehrswissenschaftler Christian Böttger von der Hochschule für Technik und Wirtschaft Berlin äußerte 2016 in einem Interview mit dem Deutschlandfunk, zwar habe der Minister Anlass auf seinen Plan stolz zu sein, eine Verkehrswende stelle dieser jedoch nicht dar.
Vom Bundesrechnungshof wurde Dobrindt dafür kritisiert, dass er die Autobahn A8 zwischen Inntal und österreichischer Grenze übermäßig ausbauen will, wofür die Rechnungsprüfer 110 Millionen Euro Mehrkosten ermittelten.
Dobrindt wurde in der Öffentlichkeit und im bayerischen Landtag vielfach dafür kritisiert, seinen Wahlkreis der Region Garmisch-Partenkirchen im Bundesverkehrswegeplan 2030 zu bevorzugen. So sind in Dobrindts Heimatregion für Ortsumgehungen mehr als eine halbe Milliarde Euro vorgesehen, während andere Regionen in Deutschland und Bayern dringenderen Bedarf hätten.

##### VW-Abgasskandal 2015
Für die Aufklärung des Abgasskandals 2015 unterhielt der Umwelt- und Verbraucherschutzverein Deutsche Umwelthilfe (DUH) Kontakte zur US-Regierung, zu kalifornischen Behörden, zu verschiedenen europäischen Regierungen und zur EU-Kommission. Der Vorsitzende der DUH erklärte in einem Interview mit der taz, die Bundesregierung wolle weder der Umwelt noch den Millionen betroffenen Autobesitzern helfen: „Sie hat kein Aufklärungsinteresse“. Dobrindt als Amtsinhaber des Bundesministerium für Verkehr und digitale Infrastruktur verweigere seit Oktober 2015 jedes Gespräch und habe seinen Mitarbeitern untersagt, mit der DUH zu reden, obwohl sie Hinweise von Whistleblowern angeboten habe.
Dobrindt griff persönlich ein, um eine Musterfeststellungsklage für Verbraucher zu blockieren. In einem Papier für den Rechtsausschuss des Bundestages, welches zwischen Justiz-, Finanz-, Umwelt- und Verkehrsministerium schon weitgehend abgestimmt war, strich er im Dezember 2015 den Passus zur deutschen Variante der Sammelklage ersatzlos. Damit machte er eine Sammelklage gegen VW in Deutschland unmöglich. Auf Nachfrage äußerte Dobrindt, mehr Verbraucherschutz gegenüber nicht abgeneigt zu sein, ob Musterklagen ein gutes Instrument dafür seien, lasse sich in Ermangelung eines Gesetzesentwurfs jedoch noch nicht sagen. „Wenn es ihn gibt, stehen wir dem offen gegenüber und werden prüfen, ob das machbar ist.“

##### Pkw-Maut
Dobrindt setzt sich dafür ein, in Deutschland eine Pkw-Maut einzuführen. Diese wurde von der CSU im Bundestagswahlkampf 2013 als Ausländermaut propagiert.
Vor der Bundestagswahl 2013 versprach Angela Merkel, wie es auch im Koalitionsvertrag festgeschrieben wurde, dass es nur eine Maut geben werde, wenn die deutschen Autofahrer davon nicht zusätzlich belastet werden. Zunächst wollte Dobrindt das komplette Straßennetz in die Pkw-Maut einbeziehen. CDU-Landespolitiker hatten dagegen jedoch heftig protestiert, weil sie um die Wirtschaft in den Grenzregionen fürchteten. Im Oktober 2014 präsentierte Dobrindt ein Konzept zur Pkw-Maut, nach dem für Autofahrer aus dem Ausland nur die Nutzung deutscher Autobahnen kostenpflichtig werden solle. Experten bezweifelten die europarechtliche Konformität des Maut-Konzepts. Auch in der Koalition wurden Bedenken geäußert, dass zwischen dem Aufwand für die Pkw-Maut und ihrem Ertrag ein ungünstiges Verhältnis bestehen könnte.
Der ehemalige EU-Verkehrskommissar Siim Kallas zeigte sich in einem Stern-Interview überzeugt, dass Dobrindts Mautkonzept nicht mit EU-Recht vereinbar sei. Dobrindt habe die mehrfach von Kallas geäußerten Bedenken nicht berücksichtigt. Als Grund für die Vorlage eines Gesetzentwurfes durch die Bundesregierung, der nicht mit EU-Recht vereinbar sei, vermutete der ehemalige EU-Kommissar die Absicht, für ein mögliches Scheitern Brüssel verantwortlich machen zu können. Ein grundsätzliches Scheitern Dobrindts bei der Maut wollte Kallas jedoch nicht. Im Zuge der Verteidigung des vielfach kritisierten Konzeptes, das unter Eingriff der EU-Kommission nun teilweise an die Umweltverträglichkeit der Fahrzeuge gekoppelt ist, erschien Dobrindt wiederholt in den Nachrichten mit Äußerungen über seine ausländischen EU-Kritiker, wie die Niederlande und Österreich. Die österreichischen Bedenken gegenüber einer Ungleichbehandlung von EU-Bürgern bezeichnete er öffentlich als „Ösi-Maut-Maulerei“. Dem Argument einer existierenden Autobahnmaut in Österreich steht entgegen, dass diese alle und zu gleichem Preis, unabhängig von der österreichischen Staatsbürgerschaft, leisten müssen. Dobrindts Konzept jedoch würde die deutsche Maut den deutschen Fahrzeugbesitzern über die Kfz-Steuer rückerstatten, aufgrund der EU-Kommissionsvorgabe reduziert für hochverbrauchende Autos, jedoch nicht für ausländische EU-Bürger. Die Maut bezahlen würden demnach nur nicht-deutsche KFZ, was dem Gleichheitsgrundsatz der EU widerspreche. Die ausländischen Bedenken führen zu ihrer Begründung nicht die Maut schlechthin an, wie Dobrindt immer wieder anmerkt, sondern eine Ungleichbehandlung von deutschen und nicht-deutschen EU-Staatsangehörigen.
Die geplante elektronische Erfassung von Autokennzeichen zur Maut-Kontrolle führte zu Kritik von Datenschützern, während Jörg Ziercke, Präsident des BKA, eine Freigabe der Mautdaten zur Nutzung bei der Verbrechensbekämpfung forderte. Dobrindt wies die Forderung ab und bekräftige, dass die Daten keinesfalls weitergegeben würden.
Der ADAC erstellte im Herbst 2014 eine aktualisierte Prognose über die Einnahmen der geplanten Maut. Sie beruht auf einer Untersuchung des Verkehrswissenschaftlers Ralf Ratzenberger. Demnach würde die Maut 262 Millionen Euro an Einnahmen bringen, demgegenüber würden Ausgaben in Höhe von 300 Millionen Euro jährlich stehen. Dobrindt selbst rechnet mit rund 700 Millionen Euro an Einnahmen. Im November 2014 untersuchte die Zeitung Die Zeit beide Prognosen und kam zu dem Ergebnis, dass die Untersuchung des ADAC „die verlässlichere Kalkulation“ sei. Auch der unabhängige Verkehrswissenschaftler Alexander Eisenkopf bewertet die verwendeten Zahlen des ADAC als „plausibel“. Laut Zeit sei es im Gegensatz zur ADAC-Prognose „völlig unklar“, worauf die Rechnung des Verkehrsministeriums beruht.
Am 18. Juni 2019 urteilte der Europäische Gerichtshof, dass die Maut nicht mit EU-Recht vereinbar ist, weil sie gegen den Gleichbehandlungsgrundsatz verstößt. Die beiden Betreiberfirmen, mit denen der zu dieser Zeit amtierende Bundesverkehrsminister Andreas Scheuer bereits Ende 2018 die Verträge für die Umsetzung hatte unterzeichnen lassen, forderten daher Ende 2019 Schadensersatz in Höhe von 560 Millionen Euro.

##### Breitbandausbau
Dobrindt trat für eine Beschleunigung des Breitbandausbaus in Deutschland ein. Als Minister wollte er im Jahr 2018 das Ziel einer flächendeckenden Geschwindigkeit von mindestens 50 Megabit pro Sekunde erreichen.

#### Bundesinnenminister
Dobrindt wurde am 6. Mai 2025 zum Bundesminister des Innern im Kabinett Merz ernannt.
Am 7. Mai 2025 ordnete Dobrindt Zurückweisungen Asylsuchender an den deutschen Grenzen an. Diese Maßnahme wurde durch die 6. Kammer des Verwaltungsgerichts Berlin in einer unanfechtbaren Eilentscheidung am 2. Juni 2025 für unwirksam erklärt. Geklagt hatten drei Personen, eine Frau und zwei Männer aus Somalia, welche bei ihrer Einreise mittels eines Personenzuges aus Polen gegenüber Bundespolizisten im Rahmen einer Grenzkontrolle in Frankfurt (Oder) am 9. Mai 2025 trotz gestellten Asylgesuchs am selben Tag nach Polen abgeschoben wurden. Das Gericht bekräftigte in seiner Urteilsbegründung, Deutschland müsse die Regelungen des Dublin-Verfahrens vollständig anwenden, ehe eine Rückweisung erfolgen darf. Außerdem wies das Gericht die Argumentation der Bundespolizei zurück, aufgrund einer Notlage oder zur Wahrung der öffentlichen Sicherheit und Ordnung seien Ausnahmen vom Dublin-Verfahren möglich. Ebenso lehnte das Gericht eine Anwendung des Artikels 72 des Vertrags über die Arbeitsweise der Europäischen Union ab. „Es ist auch weder vorgetragen noch sonst ersichtlich, dass [die Situation] für die deutschen Behörden nicht zu bewältigen wäre und […] die Funktionsfähigkeit staatlicher Systeme und Einrichtungen akut gefährdet wäre, und wie sich andererseits gerade Zurückweisungen an der Grenze auf diese Situation auswirken würden“, so die Richter in ihrem Beschluss. Folglich sei die für Ausnahmen vom Dublin-Verfahren notwendige Notlage bzw. Gefährdung der öffentlichen Sicherheit und Ordnung nicht gegeben und die von Dobrindt angeordnete Maßnahme rechtswidrig. Dobrindt interpretierte dieses Urteil als „Einzelfallentscheidung“ und hielt weiterhin an den Kontrollen fest. Dieses Vorgehen wurde sowohl von Politikern der Opposition als auch von Abgeordneten des Koalitionspartners SPD kritisiert. Im August 2025 teilte das Innenministerium aufgrund einer Anfrage der Fraktion Die Linke im Bundestag mit, dass die Grenzkontrollen bis zu diesem Zeitpunkt Kosten von über 80 Millionen Euro verursacht haben.
Am 13. Mai 2025 verbot er die von Peter Fitzek gegründete Reichsbürgerorganisation Königreich Deutschland.
Am 6. Juni forderte der Menschenrechtskommissar des Europarats, Michael O’Flaherty, Dobrindt in einem Offenen Brief zur Respektierung von Meinungs- und Versammlungsfreiheit in Deutschland auf. „Ich bin besorgt über Berichte über übermäßige Gewaltanwendung durch die Polizei gegen Demonstrierende, darunter auch Minderjährige, die mitunter zu Verletzungen geführt haben“, schreibt der Kommissar, und kritisiert Einschränkungen der Meinungsfreiheit an „Universitäten, Kultur- und Kunstinstitutionen sowie Schulen“ sowie Versuche, ausländische Staatsangehörige abzuschieben, weil sie gegen den israelischen Völkermord in Gaza protestieren.
Im Juni 2025 reiste Dobrindt nach Israel und traf dort neben Außenminister Gideon Saar und Verteidigungsminister Israel Katz auch Premierminister Benjamin Nethanjahu. Dobrindt erklärte zu diesem Besuch: "Ich will zeigen, dass wir Israel als engsten Partner im Kampf gegen den Terror unterstützen." Anlässlich dieses Treffens bekundete der Minister seine Unterstützung für die israelischen Agriffe auf iranische Atomanlagen.

### Privates
Alexander Dobrindt gehört der römisch-katholischen Kirche an, ist seit 2006 verheiratet und hat einen Sohn.

## Politische Positionen

### Verhältnis zu politischen Mitbewerbern
Dobrindt äußerte sich wiederholt gegen die Partei Bündnis 90/Die Grünen. Diese seien „keine Partei, sondern der politische Arm von Krawallmachern, Steinewerfern und Brandstiftern.“
Im Rahmen der „Dagegen-Partei“-Kampagne, in der sich die CSU dezidiert gegen die Grünen positionierte, produzierte sie ein Werbevideo, in dem die Grünen als reine Protestpartei dargestellt wurden. Ideengeber für den Werbespot war Dobrindt, der als Motivation der Kampagne erklärte, dass die Grünen „im Kern immer noch die alte anti-bürgerliche Chaoten- und Steinewerfer-Partei von vor 30 Jahren“ seien. Insbesondere für das Video, das von einigen als plump und lächerlich gewertet wurde, erhielten Dobrindt sowie die CSU Kritik, auch innerparteilich war diese Kampagne umstritten.
In einem Interview erklärte Dobrindt, die Grünen versuchten die „Demokratie zu schottern“ und zeigten ihr „den Mittelfinger“. Den designierten ersten grünen Ministerpräsidenten Kretschmann bezeichnete Dobrindt als eine „Fehlbesetzung“, woraufhin er auch innerparteilich ermahnt wurde, aus „Respekt vor dem Wähler“, so Willi Stächele (CDU), „einen anständigen Umgang mit dem designierten Ministerpräsidenten“ zu wahren. Baden-württembergische Firmen, die nach der Landtagswahl 2011 durch die grün-rote „Planwirtschaft“ verprellt würden, rief er zur Übersiedlung nach Bayern auf.
Als Anfang Januar 2012 bekannt wurde, dass mehr als 60 Abgeordnete der Bundestagsfraktion der Linkspartei unter Beobachtung des Verfassungsschutzes stehen, forderte Dobrindt, staatliche Gelder für diese zu streichen und ein Verbotsverfahren gegen sie einzuleiten. Ähnliche Forderungen hatte er schon zuvor erhoben. Zudem sollten alle Abgeordneten der Linkspartei im Bundestag wie in den Bundesländern durch den Verfassungsschutz überwacht werden. Dies sorgte für Empörung und Dobrindt wurde aus allen Parteien, auch der CSU, kritisiert. Aus der Regierungskoalition meldeten sich Innenminister Hans-Peter Friedrich, Gerda Hasselfeldt sowie Patrick Döring zu Wort und distanzierten sich von Dobrindts Äußerungen. Heftige Kritik an Dobrindt übten Linken-Chef Klaus Ernst und darüber hinaus einige Zeitungskommentatoren.

### „Konservative Revolution“
Anfang 2018 forderte Dobrindt in einem Gastbeitrag für die Welt eine „konservative Revolution“ für Deutschland. Daraufhin wurde er dafür kritisiert, einen Begriff der Neuen Rechten zu verwenden, der auf antidemokratische Strömungen in der Weimarer Republik zurückgeht. Trotz der Kritik hielt Dobrindt allerdings am Begriff fest. Widerstand gegen seine Haltung käme vor allem von „linken Mainstreameliten“.

### Europapolitik
Im Sommer 2011 legte Dobrindt ein europakritisches Positionspapier vor, in welchem er vor einem Automatismus warnte, „der zu einer fortschreitenden Machtverschiebung in Richtung Brüssel führt“. So warf ihm der Europaabgeordnete Elmar Brok (CDU) nach der Veröffentlichung eines europakritischen Positionspapiers vor, Dobrindts „Unkenntnis“ werde „nur durch seinen Populismus übertroffen“. Im gleichen Zusammenhang äußerte sich auch der CSU-Politiker Manfred Weber. Er sehe „einen ernsten Konflikt in der CSU“, wenn Dobrindt „Rechtspopulisten“ nachlaufe, und befürchte, dass die CSU deshalb „in der Europapolitik nicht mehr ernst genommen wird“.
Im August 2012 verschärfte Dobrindt seine Kritik an der Regierung in Athen, er „sehe Griechenland 2013 außerhalb der Euro-Zone“. Den Präsidenten der Europäischen Zentralbank, Mario Draghi, bezeichnete er in Hinsicht auf dessen geplantes Programm zum Ankauf von Staatsanleihen als „Falschmünzer Europas“. Seine Äußerungen wurden parteiübergreifend kritisiert.
Im Oktober 2012 erhielt Dobrindt von der Europa Union Deutschland e. V. den Negativpreis „Europa-Distel“ für den „größten europapolitischen Fauxpas“ sowie „für zahlreiche antieuropäische Kommentare im Rahmen der Finanzkrise, die eher zur Spaltung Europas denn zur Versöhnung und Überwindung der Schwierigkeiten beigetragen haben“.

### Gleichgeschlechtliche Ehe
Dobrindt wendete sich gegen eine rechtliche Gleichstellung gleichgeschlechtlicher Partnerschaften. Als er im März 2013 forderte „Die Union als Volkspartei hat die Aufgabe, der stillen Mehrheit eine Stimme zu geben gegen eine schrille Minderheit“, wurde er auch aus den Regierungsparteien kritisiert, so vom CSU-Vorsitzenden Horst Seehofer, dem FDP-Generalsekretär Patrick Döring, dem stellvertretenden CDU-Vorsitzenden Thomas Strobl und dem CDU-Abgeordneten Jens Spahn.

### Migration und Geflüchtete
Dobrindt lehnt die doppelte Staatsbürgerschaft strikt ab. Er kritisierte Italien dafür, dass es afrikanische Flüchtlinge nach Deutschland schicke.
Dobrindt machte am 23. Juni 2024 die Forderung der CSU im Bundestag publik, Kriegsflüchtlinge aus der Ukraine zurückzuschicken, wenn sie keine Arbeit in Deutschland aufnehmen. Heute, über zwei Jahre nach dem Beginn des russischen Überfalls auf die Ukraine, müsse der Grundsatz gelten: „Arbeitsaufnahme in Deutschland oder Rückkehr in sichere Gebiete der Westukraine“. Experten sowie Vertreter der CSU, CDU, SPD, Grünen und FDP widersprachen umgehend dieser Forderung. Die Europaabgeordnete Marie-Agnes Strack-Zimmermann, FDP, nannte den Vorschlag „gespenstisch“. Das Auswärtige Amt lehnte die Forderung ebenfalls ab und verwies darauf, dass es keine sicheren Gebiete in der Ukraine gebe. In der CSU-Parteiführung wurde Verärgerung geäußert. Dobrindts Vorstoß sei nicht abgestimmt gewesen und in mehrfacher Hinsicht problematisch.

### Umwidmung von Krediten aus dem Wiederaufbaufonds der EU
Dobrindt kritisierte Ende 2021 den Plan von Finanzminister Christian Lindner, Kredite in Höhe von etwa 60 Milliarden Euro aus dem im Februar 2021 aufgelegten Wiederaufbaufonds für den Ausbau der Digitalisierung und für Klimaschutzmaßnahmen umzuwidmen. Er sagte, dies sei ein „Schritt von Links-Gelb in eine europäische Schuldenunion“. Es sei „unverantwortlich von der Bundesregierung, ein Signal der Finanzbetrügerei nach Europa in unsere Nachbarländer zu senden“. Dies werde „Nachahmer finden in anderen europäischen Ländern und damit den Stabilitäts- und Wachstumspakt in Europa gefährden.“ Die CDU/CSU-Bundestagsfraktion klagte gegen diese Umwidmung. Das Bundesverfassungsgericht entschied am 15. November 2023, dass die Änderung des Nachtragshaushalts 2021 verfassungswidrig ist. Damit verbot es die Umwidmung der Kredite.

### Donald Trump
Im Januar 2025 lobte Dobrindt den neu im Amt befindlichen US-Präsidenten Donald Trump für dessen schnelles Regieren per Dekreten. Die Bilder aus den USA zeigten mit Trump einen Präsidenten, der jeden Tag mit seinen Dekreten beweise, dass er in der Lage sei, politische Veränderungen herbeizuführen. Das führe auch in Deutschland zu der Erkenntnis, dass schnelle Veränderungen möglich seien, wenn die verantwortlichen Politiker dafür bereit seien.

## Kontroversen und Kritik

### Medienaffäre der CSU 2012
Infolge der Medienaffäre um die Einflussnahme der CSU auf die Medienberichterstattung, die sich nach Bekanntwerden der Anrufe des damaligen CSU-Sprechers Hans Michael Strepp entfachte, geriet auch Dobrindt in die Kritik. So hatte Dobrindt zunächst eine versuchte Einflussnahme Strepps auf das ZDF-Programm von sich gewiesen, wogegen das ZDF jedoch in seiner Darstellung widersprach. In Teilen der Medien wurde Dobrindt (als direkter Vorgesetzter Strepps) als Drahtzieher der Anrufe vermutet; Dobrindt dementierte dies nach Strepps Rücktritt. Er habe nichts von dem Anruf gewusst und hätte einen solchen Anruf gegebenenfalls untersagt. Oppositionspolitiker bezeichneten es als unglaubwürdig, dass Strepp aus eigenem Antrieb gehandelt habe und nahmen die Affäre zum Anlass, Dobrindts Rücktritt aus dem ZDF-Fernsehrat zu fordern. Dort soll die Affäre aufgeklärt werden. Dobrindt habe sich der Vertuschung schuldig gemacht, sei deshalb befangen und könne demnach nicht zur Aufklärung im Fernsehrat beitragen.

### Juristische Auseinandersetzungen
Im Mai 2013 erließ das Landgericht Berlin nach einer Klage der Grünen eine einstweilige Verfügung, in der Dobrindt untersagt wurde, den homosexuellen Volker Beck als „Vorsitzenden der Pädophilen-AG“ bei den Grünen zu bezeichnen. Hintergrund war die Debatte um den Umgang mit Pädophilie bei den Grünen. Dobrindt kündigte Widerspruch an. Im Oktober 2013 wurde Dobrindt auf Unterlassung verurteilt. Bei einer Wiederholung der Äußerung drohen ihm bis zu 250.000 Euro Strafe oder bis zu sechs Monate Haft.
Im Mai 2013 erklärte Dobrindt im Bayernkurier zu den Steuerplänen der Grünen für die Bundestagswahl 2013, dass eine „Alleinverdienerfamilie mit zwei Kindern und einem Bruttoeinkommen von 3000 Euro“ dadurch um über 3500 Euro im Jahr zusätzlich belastet werde. Die Grünen stellten Dobrindts Äußerung eine eigene Berechnung entgegen, nach der ebendiese Familie eine Entlastung um 728 Euro erfahren werde. Nachdem sich Dobrindt weigerte, eine Unterlassungserklärung abzugeben, kündigten die Grünen juristische Schritte gegen ihn an. Der Bund der Steuerzahler kam in einer eigenen Berechnung zu dem Ergebnis, dass entgegen den Aussagen von Dobrindt die Steuerpläne der Grünen bei einer solchen Familie kurzfristig zu einer Entlastung von 230 Euro und erst im weiteren Verlauf zu einer Belastung von 356 Euro führten. Das Landgericht Berlin wies die Klage der Grünen ab und urteilte, dass Dobrindts Aussagen von dem Recht auf freie Meinungsäußerung gedeckt seien.

### Schwarzbuch der Autolobby
Dobrindt wird als eine von 33 Personen im Schwarzbuch Autolobby aufgeführt, einem von Greenpeace im April 2016 veröffentlichten Schwarzbuch über Verflechtungen zwischen Politik und Autoindustrie auf deutscher und europäischer Ebene. Darin wird vor allem sein Verhalten im Rahmen der Aufklärung des Abgasskandals kritisiert. Ihm wird dabei vorgeworfen, für die Automobilindustrie zu agieren. Ferner wird ihm Beschwichtigung und Verzögerung bei der Aufarbeitung der Abgasmanipulationen vorgeworfen. Dobrindt habe die vom Kraftfahrtbundesamt erhobenen Messergebnisse nicht veröffentlicht und auch auf Nachfrage nach dem Umweltinformationsgesetz die Messergebnisse nur teilweise an Greenpeace herausgegeben. Sein Verhalten habe dazu geführt, dass die politische Opposition einen parlamentarischen Untersuchungsausschuss forderte, um den Abgasskandal und die Verflechtungen zwischen Bundesregierung und Automobilindustrie aufarbeiten zu lassen. Am 5. Juli 2016 konstituierte sich der 5. Untersuchungsausschuss zur Aufklärung der Manipulationen bei der Abgasbehandlung von Dieselfahrzeugen.

### Unwort des Jahres 2018
Dobrindt ist Urheber des Unworts des Jahres 2018: „Anti-Abschiebe-Industrie“. Laut Jury „unterstellt der Ausdruck denjenigen, die abgelehnte Asylbewerber rechtlich unterstützen und Abschiebungen auf dem Rechtsweg prüfen, die Absicht, auch kriminell gewordene Flüchtlinge schützen und damit in großem Maßstab Geld verdienen zu wollen.“ Der Ausdruck „Industrie“ suggeriere außerdem, es würden dadurch überhaupt erst Asylberechtigte „produziert“. Das Unwort zeige, „wie sich der politische Diskurs sprachlich und in der Sache nach rechts verschoben hat und sich damit auch die Sagbarkeitsregeln in unserer Demokratie in bedenklicher Weise verändern“.

### „Klima-RAF“
Im November 2022 äußerte Dobrindt in einem Gastbeitrag für die Bild am Sonntag, eine Radikalisierung bei Gruppen wie der Letzten Generation und Scientist Rebellion, die er als „Klimachaoten“ bezeichnete, zu erkennen, und warnte vor einer „Entstehung einer Klima-RAF“. Daraufhin gab es erhebliche Kritik, auch innerhalb der Union. Auch Wolfgang Kraushaar und Butz Peters widersprachen ihm. Thomas Haldenwang, Präsident des Verfassungsschutzes, nannte die Aussage Dobrindts explizit „Nonsens“ und erklärte, dass es Extremismus sei, wenn Staat, Gesellschaft und freiheitliche demokratische Grundordnung in Frage gestellt würden. Aber „genau das“ täten „die Leute ja eigentlich nicht“, vielmehr forderten sie „Funktionsträger zum Handeln“ auf, was zeige, „wie sehr man dieses System eigentlich respektiert“. Tatsächlich war die Formulierung allerdings bereits vorher durch den Aktivisten Tadzio Müller verwendet worden, welcher im November 2021 in einem Interview mit Spiegel online mit dem Wortlaut „Wer Klimaschutz verhindert, schafft die grüne RAF“ zitiert wurde. Müller bezeichnete diese Äußerung später als Fehler.

## Mitgliedschaften
- Stellvertretendes Mitglied des Beirates der Bundesnetzagentur für Elektrizität, Gas, Telekommunikation, Post und Eisenbahnen mit Sitz in Bonn
- Ehemaliges Mitglied des ZDF-Fernsehrats in Mainz als Vertreter der CSU[122]
- Dobrindt ist Mitglied im Kuratorium des Deutschen Museums[123]

## Ehrungen und Auszeichnungen
- 2024: Bundesverdienstkreuz 1. Klasse[124]